# 波斯托洛瓦河
波斯托洛瓦河（烏克蘭語：Постолова），是烏克蘭西南部的河流，屬於南布格河的左支流。該河發源自大斯捷普，流經文尼察州的赫米利尼克區，河道全長41公里，流域面積455平方公里。